# Albatros D.II
Albatros D.II — немецкий истребитель, использовавшийся военно-воздушными силами Австро-Венгрии и Германии в Первой мировой войне.
После довольно успешного боевого пути, данная модель была сменена новой моделью Albatros D.III.

## Конструкция и доработки
Конструкторы Albatros Flugzeugwerke Телен, Шуберт и Гнедиг разработали модель D.II, исходя из жалоб пилотов Albatros D.I о плохом верхнем обзоре. Решением данной проблемы стала перестановка верхнего крыла на 36 см ближе к фюзеляжу и его небольшой вынос вперёд. Перестановка кабинных стоек также улучшила передний обзор. Тем не менее, от D.I осталась прежняя конструкция фюзеляжа, расположение двигателя и вооружение. Внешний вид практически не изменился. Германская инспекция воздушных войск заказала первую партию из 100 единиц D.II в августе 1916 года.
В ноябре 1916 года инспекция запретила использование на новых самолётах радиаторов Виндхофа (за свой внешний вид они получили прозвище «ушные радиаторы»). Это случилось потому, что двигатели оснащённые этими радиаторами, расположенными в фюзеляже на одном с ними уровне, были очень уязвимыми в боевых условиях. Попадание в такой радиатор вызывало мгновенную остановку подачи охлаждающей жидкости в мотор, что приводило к перегреву и быстрой его остановке. На поздних сериях D.II в центральной секции верхнего крыла устанавливался «обтекаемый радиатор» Тевеса-Брауна (фирма Тевеса существует и поныне). Благодаря своему расположению над двигателем, он даже при повреждении мог ещё некоторое время продолжать сохранять работоспособность.

## Примечание
Модель D.II являлась основной на вооружении подразделения Jagdstaffel 2 (Jasta 2), одной из первых специализированных истребительных эскадрилий в Германских военно-воздушных силах. К числу самых знаменитых лётчиков, пилотировавших D.II можно отнести Освальда Бёльке и Манфреда фон Рихтгофена. Благодаря высокой скорости, и хорошей аэродинамике и сильному вооружению, D.II сразу завоевал популярность среди пилотов и вернул превосходство в небе над истребителями-бипланами союзников, типа Airco DH.2 и Nieuport 11С.1
Фирма Albatros Flugzeugwerke и её восточно-прусский филиал в Свиамюнде выпустили 200 самолётов модели D.II (не включая опытные прототипы). Ещё 75 по лицензии построила компания LVG (Luft-Verkehrs-Geselleschaft). Наибольшее число машин, непосредственно участвовавших в боевых действиях зарегистрировано в январе 1917 года — 214 единиц. Однако, боевая служба D.II продолжалась недолго. Они активно применялись на западном фронте до конца весны 1917 года, когда были постепенно заменены усовершенствованным «Альбатросом» D.III. Однако на 30 июня 1917 года в прифронтовых немецких ангарах всё ещё находились 72 самолёта D.II .
Австрийская компания Oeffag (Oesterreichische Flugzeugfabrik AG) также получила лицензию на постройку D.II для военно-воздушных сил Австро-Венгерской империи. На австрийских машинах были установлены двигатели Austro-Daimler, мощностью 185 лошадиных сил. Oeffag выпустил всего лишь 16 единиц, прежде чем было запущена в производство модель D.III.

## Основные эксплуатанты
- Имперские военно-воздушные силы Германии
- Военно-воздушные силы Австро-Венгрии
- Военно-воздушные силы Польши использовали данный тип истребителей после войны.

## Тактико-технические характеристики

### Технические характеристики
- Экипаж: 1 человек (пилот)
- Длина: 7,40 м
- Размах крыла: 8,50 м
- Высота: 2,59 м
- Площадь крыла: 24,5 м²
- Масса пустого: 637 кг
- Масса снаряжённого: 888 кг
- Двигатель: 1× Mercedes D.III 6-цилиндровый, жидкостного охлаждения
- Мощность: 1× 160 л.с. (120 кВт)

### Лётные характеристики
- Максимальная скорость: 175 км/ч
- Крейсерская скорость: 143 км/ч
- Практический потолок: 5 180 м
- Максимальная скороподъёмность: 200 м/мин
- Продолжительность полёта: 1 ч. 30 мин
- Набор высоты: 3 м/c
- Практический потолок, м: 5200

### Вооружение
- Стрелковое: 2× синхронных пулемёта 7,92 мм MG M.07/12[1]